# ترانه‌شناسی هایده
معصومه دَده‌بالا (۲۱ فروردین ۱۳۲۱ – ۳۰ دی ۱۳۶۸) که با نام هایده شناخته می‌شد، خوانندهٔ ایرانی بود.
از هایده به جز چندین اجرای همراه با آواز در برنامه‌های موسیقی اصیل ایرانی، همچون برنامه گل‌ها، بیشتر از ۲۰۰ ترانه و بالغ بر ۳۰ آلبوم موسیقی برجای مانده که برخی از آن‌ها جنبهٔ رسمی داشته و در زمان حیات خود هایده منتشر شده‌اند، اما تعداد زیادی از این آلبوم‌ها نیز پس از درگذشت او یا به‌صورت غیررسمی و بدون اطلاع و رضایت وی و خانواده‌اش توسط کمپانی‌های مختلف موسیقی به بازار آمده‌اند.
هایده همچنین چندین آلبوم نیز با خوانندگان دیگری همچون مهستی، اکبر گلپایگانی، محمدرضا شجریان، داریوش، ویگن، ستار، معین، حمیرا و… عرضه کرده است که این آلبوم‌های مشترک اغلب جزو آلبوم‌های رسمی او محسوب می‌شوند. از هایده، مهستی و حمیرا به عنوان مثلث طلایی موسیقی ایرانی در بازه‌های زمانی دهه ۵۰ و ۶۰ یاد می‌شود.

## آلبوم‌های گروهی

### آرگامان ۴۹ (۱۳۴۹ / ۱۹۷۰)
- آلبوم مشترک با مهستی و هايده

| دیدار        |
| ای خدا       |
| کلام عاشقانه |
| شیرین جان    |
| حیف          |

### ترانه‌هائی از مهستی هایده ایرج (۱۳۵۲ / ۱۹۷۳)
- آلبوم مشترک با مهستی و ایرج

| نام ترانه              | ترانه‌سرا         | آهنگساز    | تنظیم      |            |
| ---------------------- | ---------------- | ---------- | ---------- | ---------- |
| زمونه                  | پرویز وکیلی      | علی تجویدی | علی تجویدی | علی تجویدی |
| بگو چه کنم             | پرویز وکیلی      | علی تجویدی | علی تجویدی | علی تجویدی |
| با تو هستم هر کجا هستم | اسماعیل نواب صفا | علی تجویدی | علی تجویدی | علی تجویدی |

### هایده - نسرین (۱۳۵۴ / ۱۹۷۵)
- آلبوم مشترک با نسرین، آلبوم شماره ۳۱۱، نشر استریو دیسکو

| نام ترانه      | ترانه‌سرا     | آهنگساز    | تنظیم      | انتشار نخست  |
| -------------- | ------------ | ---------- | ---------- | ------------ |
| زمونه          |              |            |            |              |
| دلم میخواد     | هما میرافشار | محمد حیدری | محمد حیدری | فروردین ۱۳۵۵ |
| عزیزترین       |              |            |            |              |
| دعای سحر       |              |            |            |              |
| مستی           |              |            |            |              |
| برای تو می‌میرم |              |            |            |              |

### آونگ ۱۵۵ (۱۳۵۵ / ۱۹۷۶)
- آلبوم مشترک با مهستی و حمیرا

| نام ترانه    | ترانه‌سرا         | آهنگساز      | تنظیم         |
| ------------ | ---------------- | ------------ | ------------- |
| نمی‌خوام      | عطاءالله خرم     | عطاءالله خرم | مجتبی میرزاده |
| بزن تار      | منصور تهرانی     | صادق نوجوکی  | ناصر چشم‌آذر   |
| با تو هستم   | اسماعیل نواب صفا | علی تجویدی   | علی تجویدی    |
| تنها با گلها | علیرضا طبایی     | حسن لشکری    | حسن لشکری     |

### هایده-مهستی-حمیرا ۲ (۱۳۵۶ / ۱۹۷۷)
- آلبوم مشترک با مهستی و حمیرا

| نام ترانه   | ترانه‌سرا     | آهنگساز          | تنظیم            |
| ----------- | ------------ | ---------------- | ---------------- |
| کتاب هستی   | هما میرافشار | انوشیروان روحانی | انوشیروان روحانی |
| گل سنگ      | بیژن سمندر   | انوشیروان روحانی | انوشیروان روحانی |
| فدات بگردم  | بیژن سمندر   | انوشیروان روحانی | انوشیروان روحانی |
| زندگی قشنگه | امان منطقی   | انوشیروان روحانی | انوشیروان روحانی |
| مهمان       | هما میرافشار | انوشیروان روحانی | انوشیروان روحانی |
| مینای دل    | هما میرافشار | انوشیروان روحانی | انوشیروان روحانی |

### خاطره (۱۳۶۱ / ۱۹۸۲)
آلبوم مشترک با داریوش
| نام ترانه   | ترانه‌سرا     | آهنگساز     | تنظیم       |
| ----------- | ------------ | ----------- | ----------- |
| عالم یک‌رنگی | بیژن سمندر   | صادق نوجوکی | صادق نوجوکی |
| عروسک       | ایرج رزمجو   | صادق نوجوکی | صادق نوجوکی |
| گل‌واژه*     | منصور تهرانی | صادق نوجوکی | صادق نوجوکی |

* ترانه گل‌واژه* نخستین‌بار در سال ۱۳۵۵ و با صدای ابی و تنظیم ناصر چشم‌آذر اجرا و منتشر شده است.

### راز دل (۱۳۶۲ / ۱۹۸۳)
- آلبوم مشترک با ستار

| نام ترانه   | ترانه‌سرا      | آهنگساز    | تنظیم          |
| ----------- | ------------- | ---------- | -------------- |
| روزای روشن  | اردلان سرفراز | فرید زلاند | آندرانیک       |
| پادشه خوبان | حافظ          | فرید زلاند | آندرانیک       |
| راز دل      | عبدالله شادان | جلیل زلاند | سیمون آوانسیان |

### یکی را دوست می‌دارم(۱۳۶۲ / ۱۹۸۳)
- آلبوم مشترک با مهستی و هوشمند عقیلی (نوار کاست)، آلبوم شماره ۱۱۴، نشر شرکت ترانه

| نام ترانه          | ترانه‌سرا     | آهنگساز | تنظیم       |
| ------------------ | ------------ | ------- | ----------- |
| یکی را دوست می‌دارم | مسعود امینی* | معین    | کاظم رزازان |

* شعر آواز ابتدایی این ترانه از ایرج بقایی کرمانی متخلص به «وفا» است.

### عاشقانه(۱۳۶۲ / ۱۹۸۳)
- آلبوم مشترک با مهستی (نوار کاست)، آلبوم شماره ۱۱۵، نشر شرکت ترانه

| نام ترانه          | ترانه‌سرا   | آهنگساز    | تنظیم         |
| ------------------ | ---------- | ---------- | ------------- |
| بهار بهار          | محمد حیدری | محمد حیدری | منوچهر چشم‌آذر |
| زهر جدایی          | محمد حیدری | محمد حیدری | محمد حیدری    |
| به جز خدا کسی نیست | محمد حیدری | محمد حیدری | محمد حیدری    |

### خاطره ۲(۱۳۶۲ / ۱۹۸۳)
- آلبوم مشترک با مهستی و حمیرا

| نام ترانه    | ترانه‌سرا   | آهنگساز     | تنظیم       |
| ------------ | ---------- | ----------- | ----------- |
| راوی         | ایرج رزمجو | صادق نوجوکی | صادق نوجوکی |
| لجبازی زمونه | ایرج رزمجو | صادق نوجوکی | صادق نوجوکی |

### عید من و تو (۱۳۶۲ / ۱۹۸۳)
- آلبوم مشترک با مهستی

| نام ترانه | ترانه‌سرا      | آهنگساز       | تنظیم         |
| --------- | ------------- | ------------- | ------------- |
| کی میدونه | مسعود امینی   | حسن شماعی‌زاده | حسن شماعی‌زاده |
| مستی‌ام    | اردلان سرفراز | فریدون خشنود  | فریدون خشنود  |

### یا رب (۱۳۶۳ / ۱۹۸۴)
- آلبوم مشترک با داریوش و ابی

| نام ترانه   | ترانه‌سرا         | آهنگساز    | تنظیم         |
| ----------- | ---------------- | ---------- | ------------- |
| یا رب       | لیلا کسری (هدیه) | فرید زلاند | منوچهر چشم‌آذر |
| تو که نیستی | لیلا کسری (هدیه) | فرید زلاند | آندرانیک      |

### هم‌خونه (۱۳۶۳ / ۱۹۸۴)
- آلبوم مشترک با ویگن

| نام ترانه        | ترانه‌سرا         | آهنگساز    | تنظیم    |
| ---------------- | ---------------- | ---------- | -------- |
| وای به حالش      | لیلا کسری (هدیه) | فرید زلاند | آندرانیک |
| اسیر تو          | لیلا کسری (هدیه) | آندرانیک   | آندرانیک |
| هم‌خونه (با ویگن) | اردلان سرفراز    | آندرانیک   | آندرانیک |

### ترانه‌های شصت و سه (۱۳۶۳ / ۱۹۸۴)
آلبوم مشترک با ستار و مهستی (نوار کاست)، آلبوم شماره ۵۲۴، نشر پارس ویدیو
| نام ترانه  | ترانه‌سرا         | آهنگساز    | تنظیم         |
| ---------- | ---------------- | ---------- | ------------- |
| نرگس شیراز | لیلا کسری (هدیه) | فرید زلاند | منوچهر چشم‌آذر |
| قصهٔ من     | لیلا کسری (هدیه) | فرید زلاند | آندرانیک      |

*این آلبوم بنام «نرگس شیراز» مشهور است.

### بهترین (۱۳۶۳ / ۱۹۸۴)
- آلبوم مشترک با ستار و هوشمند عقیلی

| نام ترانه  | ترانه‌سرا         | آهنگساز     | تنظیم      |
| ---------- | ---------------- | ----------- | ---------- |
| نامه       | لیلا کسری (هدیه) | سعید دیهیمی | احمد پژمان |
| سراب قلبم  | لیلا کسری (هدیه) | فرید زلاند  | آندرانیک   |
| تو نگاه کن | علیرضا طبایی     | حسن لشکری   | حسن لشکری  |
| گل‌های سرخ  | پرویز وکیلی      | علی تجویدی  | علی تجویدی |

### خاطره ۳ (اشاره) (۱۳۶۳ / ۱۹۸۴)
- آلبوم مشترک با حمیرا، ستار و صادق نوجوکی

| نام ترانه | ترانه‌سرا         | آهنگساز     | تنظیم       |
| --------- | ---------------- | ----------- | ----------- |
| اشاره     | لیلا کسری (هدیه) | صادق نوجوکی | صادق نوجوکی |
| ای دل     | لیلا کسری (هدیه) | صادق نوجوکی | صادق نوجوکی |
| آشیونه    | لیلا کسری (هدیه) | صادق نوجوکی | صادق نوجوکی |

### خاطره ۴ (شب عشق) (۱۳۶۳ / ۱۹۸۵)
- آلبوم مشترک با مهستی، ستار، ابی و صادق نوجوکی (نوار کاست)، آلبوم شماره ۱۰۱، نشر نوجوکی (Nojouki)

| نام ترانه       | ترانه‌سرا         | آهنگساز     | تنظیم       |
| --------------- | ---------------- | ----------- | ----------- |
| شب عشق (با ابی) | لیلا کسری (هدیه) | صادق نوجوکی | صادق نوجوکی |
| شب عید (با ابی) | لیلا کسری (هدیه) | صادق نوجوکی | صادق نوجوکی |
| تاریخ عشق       | لیلا کسری (هدیه) | صادق نوجوکی | صادق نوجوکی |

### زندگی(۱۳۶۴ / ۱۹۸۵)
- آلبوم مشترک با مهستی (نوار کاست)، آلبوم شماره ۵۸ نشر شرکت ترانه

| نام ترانه | ترانه‌سرا    | آهنگساز       | تنظیم         |
| --------- | ----------- | ------------- | ------------- |
| زندگی     | بیژن سمندر  | صادق نوجوکی   | صادق نوجوکی   |
| کی میدونه | مسعود امینی | حسن شماعی‌زاده | حسن شماعی‌زاده |

### انتخابی ۳ (قناری) (۱۳۶۴ / ۱۹۸۵)
- آلبوم مشترک با مهستی، حمیرا، حسن شماعی‌زاده، ستار، هوشمند عقیلی، داوود بهبودی و شهره

| نام ترانه | ترانه‌سرا   | آهنگساز     | تنظیم       |
| --------- | ---------- | ----------- | ----------- |
| عسل چشم   | بیژن سمندر | ناصر چشم‌آذر | ناصر چشم‌آذر |

### انتخابی ۵ (کمتر کمتر) (۱۳۶۴ / ۱۹۸۵)
- آلبوم مشترک با حمیرا، ستار، حسن شماعی‌زاده، احمد آزاد و شهره

| نام ترانه | ترانه‌سرا   | آهنگساز     | تنظیم       |
| --------- | ---------- | ----------- | ----------- |
| گل کاغذی  | بیژن سمندر | ناصر چشم‌آذر | ناصر چشم‌آذر |

### آهنگ‌های ساخته انوشیروان روحانی (۱۳۶۴ / ۱۹۸۵)
| نام ترانه         | ترانه‌سرا                | آهنگساز          | تنظیم            |
| ----------------- | ----------------------- | ---------------- | ---------------- |
| آواز تنهایی       | طبیب اصفهانی            | انوشیروان روحانی | انوشیروان روحانی |
| کاشکی دوست نداشتم | امان منطقی، آذر صراف‌پور | انوشیروان روحانی | انوشیروان روحانی |
| ترانه سال         | بیژن سمندر              | انوشیروان روحانی | انوشیروان روحانی |

### ترانه سال (۱۳۶۴ / ۱۹۸۶)
- آلبوم مشترک با مهستی و معین

| نام ترانه         | ترانه‌سرا                | آهنگساز          | تنظیم            |
| ----------------- | ----------------------- | ---------------- | ---------------- |
| ترانه سال         | بیژن سمندر              | انوشیروان روحانی | انوشیروان روحانی |
| کاشکی دوست نداشتم | امان منطقی، آذر صراف‌پور | انوشیروان روحانی | انوشیروان روحانی |
| سراب              | مهین عمید               | انوشیروان روحانی | انوشیروان روحانی |
| ای یار من         | مولوی                   | انوشیروان روحانی | انوشیروان روحانی |

### خاطره ۵ (باده فروش- لیلا) (۱۳۶۴ / ۱۹۸۶)
- آلبوم مشترک با مهستی، هوشمند عقیلی و صادق نوجوکی

| نام ترانه | ترانه‌سرا         | آهنگساز     | تنظیم       |
| --------- | ---------------- | ----------- | ----------- |
| باده فروش | لیلا کسری (هدیه) | صادق نوجوکی | صادق نوجوکی |
| ای خدا    | لیلا کسری (هدیه) | صادق نوجوکی | صادق نوجوکی |

### انتخابی ۸ (کیه کیه) (۱۳۶۵ / ۱۹۸۶)
- آلبوم مشترک با ستار، مهستی، ابی، امیر آرام و کیوان رزازیان

| نام ترانه   | ترانه‌سرا     | آهنگساز  | تنظیم    |
| ----------- | ------------ | -------- | -------- |
| افسانه هستی | هما میرافشار | آندرانیک | آندرانیک |

### خونه به خونه (۱۳۶۵ / ۱۹۸۶)
- آلبوم مشترک با ابی، حسن شماعی‌زاده، شهرام صولتی، رها و حمید موگوئی

| نام ترانه    | ترانه‌سرا          | آهنگساز       | تنظیم     |
| ------------ | ----------------- | ------------- | --------- |
| خونه به خونه | همایون هوشیارنژاد | حسن شماعی‌زاده | نوید نحوی |

### لالائی (۱۳۶۵ / ۱۹۸۶)
- آلبوم مشترک با داریوش، ابی و معین

| نام ترانه | ترانه‌سرا      | آهنگساز    | تنظیم         |
| --------- | ------------- | ---------- | ------------- |
| شانه‌هایت  | اردلان سرفراز | فرید زلاند | منوچهر چشم‌آذر |
| بهانه     | اردلان سرفراز | فرید زلاند | منوچهر چشم‌آذر |

### گلهای غربت (شماره ۱) (۱۳۶۶ / ۱۹۸۷)
- آلبوم مشترک با معین

| نام ترانه | ترانه‌سرا   | آهنگساز    | تنظیم      |
| --------- | ---------- | ---------- | ---------- |
| زمونه     | محمد حیدری | محمد حیدری | محمد حیدری |

### گلریز (۱۳۶۶ / ۱۹۸۷)
- آلبوم مشترک با مهستی، ستار و سوزان روشن

| نام ترانه | ترانه‌سرا     | آهنگساز    | تنظیم      |
| --------- | ------------ | ---------- | ---------- |
| گلریز     | هما میرافشار | بابک افشار | بابک افشار |
| هم‌نفس     | هما میرافشار | بابک افشار | بابک افشار |

### گنجینه ۱ (۱۳۶۶ / ۱۹۸۷)
- آلبوم مشترک با معین، ستار و مهستی

| نام ترانه | ترانه‌سرا       | آهنگساز        | تنظیم         |
| --------- | -------------- | -------------- | ------------- |
| شهر آشوب  | جهانبخش پازوکی | جهانبخش پازوکی | منوچهر چشم‌آذر |
| آینه      | جهانبخش پازوکی | جهانبخش پازوکی | لقمان ادهمی   |

### انتخابی ۹ (یا مولا) (۱۳۶۶ / ۱۹۸۷)
- آلبوم مشترک با ستار، مهستی، فرزین، بهرام حصیری و بهاره

| نام ترانه | ترانه‌سرا         | آهنگساز     | تنظیم       |
| --------- | ---------------- | ----------- | ----------- |
| سایه عشق  | لیلا کسری (هدیه) | لقمان ادهمی | لقمان ادهمی |

### ساغر هستی (۱۳۶۶ / ۱۹۸۷)
- آلبوم مشترک با مهستی، معین و بهرام فروهر

| نام ترانه | ترانه‌سرا         | آهنگساز      | تنظیم        |
| --------- | ---------------- | ------------ | ------------ |
| ساغر هستی | هما میرافشار     | جمشید شیبانی | شهداد روحانی |
| وفای دل   | لیلا کسری (هدیه) | جمشید شیبانی | بهروز پناهی  |

### گلباران ۳ (بانو) (۱۳۶۶ / ۱۹۸۷)
- آلبوم مشترک با مهستی، ابی، معین، علی نظری و آندرانیک

| نام ترانه | ترانه‌سرا     | آهنگساز  | تنظیم    |
| --------- | ------------ | -------- | -------- |
| آشتی      | هما میرافشار | آندرانیک | آندرانیک |

### خاطره ۶ (سفره) (۱۳۶۶ / ۱۹۸۸)
- آلبوم مشترک با معین و صادق نوجوکی

| نام ترانه  | ترانه‌سرا         | آهنگساز     | تنظیم       |
| ---------- | ---------------- | ----------- | ----------- |
| سیاه چشمون | لیلا کسری (هدیه) | صادق نوجوکی | صادق نوجوکی |
| شوریده سر  | بیژن سمندر       | صادق نوجوکی | صادق نوجوکی |

### پرستوها (۱۳۶۷ / ۱۹۸۸)
- آلبوم مشترک با مهستی و ستار

| نام ترانه | ترانه‌سرا       | آهنگساز        | تنظیم         |
| --------- | -------------- | -------------- | ------------- |
| سر به هوا | جهانبخش پازوکی | جهانبخش پازوکی | منوچهر چشم‌آذر |
| ساقی      | اردلان سرفراز  | فرید زلاند     | منوچهر چشم‌آذر |

### ترانه سال (۱۳۶۸ / ۱۹۹۰)
- آلبوم مشترک با مهستی و معین

| نام ترانه         | ترانه‌سرا   | آهنگساز          | تنظیم            |
| ----------------- | ---------- | ---------------- | ---------------- |
| ترانه سال         | بیژن سمندر | انوشیروان روحانی | انوشیروان روحانی |
| کاشکی دوست نداشتم | امان منطقی | انوشیروان روحانی | انوشیروان روحانی |
| سراب              | مهین عمید  | انوشیروان روحانی | انوشیروان روحانی |
| ای یار من         | مولانا     | انوشیروان روحانی | انوشیروان روحانی |

### شب عاشقان (۱۳۶۹ / ۱۹۹۰)
- آلبوم مشترک با ستار

| منم آنکه برای تو می‌میرم                    | تورج نگهبان      | محمد حیدری | محمد حیدری | محمد حیدری | محمد حیدری | محمد حیدری |
| آواز دشتی(کی رفته‌ای ز دل که تمنا کنم تورا) | فروغی بسطامی     | محمد حیدری | محمد حیدری | محمد حیدری | محمد حیدری | محمد حیدری |
| منم آنکه برای تو می‌میرم                    | تورج نگهبان      | محمد حیدری | محمد حیدری | محمد حیدری | محمد حیدری | محمد حیدری |
| حیف                                        | هما میرافشار     | محمد حیدری | محمد حیدری | محمد حیدری | محمد حیدری | محمد حیدری |
| رفتم                                       | اسماعیل نواب صفا | محمد حیدری | محمد حیدری | محمد حیدری | محمد حیدری | محمد حیدری |

### انتخابی ۱۱ (بی‌نظیر) (۱۳۷۰ / ۱۹۹۱)
- آلبوم مشترک با ستار، مهستی، حبیب، فرزین، آرتوش، دلارام و پیام

| نام ترانه | ترانه‌سرا       | آهنگساز        | تنظیم         |
| --------- | -------------- | -------------- | ------------- |
| نگو نمیام | جهانبخش پازوکی | جهانبخش پازوکی | منوچهر چشم‌آذر |

### هزار و یک شب (۱۳۷۲ / ۱۹۹۳)
- آلبوم مشترک با ابی، داریوش و معین

| نام ترانه | ترانه‌سرا      | آهنگساز    | تنظیم         |
| --------- | ------------- | ---------- | ------------- |
| شانه‌هایت  | اردلان سرفراز | فرید زلاند | منوچهر چشم‌آذر |
| بهانه     | اردلان سرفراز | فرید زلاند | منوچهر چشم‌آذر |

### مهمان (۱۳۷۵ / ۱۹۹۶)
- آلبوم مشترک با مهستی

| نام ترانه  | ترانه‌سرا             | آهنگساز          | تنظیم            |
| ---------- | -------------------- | ---------------- | ---------------- |
| مهمان بهار | هما میرافشار         | انوشیروان روحانی | انوشیروان روحانی |
| سکوت خوب   |                      | انوشیروان روحانی | انوشیروان روحانی |
| دلم میخواد | هما میرافشار         | محمد حیدری       | محمد حیدری       |
| خداحافظ    | جهانبخش پازوکی       | جهانبخش پازوکی   | جهانبخش پازوکی   |
| حرف تازه   | مسعود امینی          | انوشیروان روحانی | انوشیروان روحانی |
| سراب       | مهین عمید            | انوشیروان روحانی | انوشیروان روحانی |
| گل سنگ     | بیژن سمندر           | انوشیروان روحانی | انوشیروان روحانی |
| اشک و آه   | رحیم معینی کرمانشاهی | همایون خرم       | همایون خرم       |

### اوج صدا (۱۳۷۶ / ۱۹۹۷)
- آلبوم مشترک با مهستی

| مینای دل   | هما میرافشار | انوشیروان روحانی | انوشیروان روحانی | انوشیروان روحانی | انوشیروان روحانی | انوشیروان روحانی | انوشیروان روحانی |
| فدات بگردم | بیژن سمندر   | انوشیروان روحانی | انوشیروان روحانی | انوشیروان روحانی | انوشیروان روحانی | انوشیروان روحانی | انوشیروان روحانی |
| حرف تازه   | مسعود امینی  | انوشیروان روحانی | انوشیروان روحانی | انوشیروان روحانی | انوشیروان روحانی | انوشیروان روحانی | انوشیروان روحانی |
| سراب       | مهین عمید    | انوشیروان روحانی | انوشیروان روحانی | انوشیروان روحانی | انوشیروان روحانی | انوشیروان روحانی | انوشیروان روحانی |
| کتاب هستی  | هما میرافشار | انوشیروان روحانی | انوشیروان روحانی | انوشیروان روحانی | انوشیروان روحانی | انوشیروان روحانی | انوشیروان روحانی |
| فریاد      | کریم فکور    | انوشیروان روحانی | انوشیروان روحانی | انوشیروان روحانی | انوشیروان روحانی | انوشیروان روحانی | انوشیروان روحانی |

### اون دیار (۱۳۸۱ / ۲۰۰۲)
- آلبوم مشترک با عهدیه، حمیرا، افسر شهیدی، زیبا شیرازی، فائزه و نسرین آوازه

| نام ترانه  | ترانه‌سرا      | آهنگساز    | تنظیم    |
| ---------- | ------------- | ---------- | -------- |
| روزای روشن | اردلان سرفراز | فرید زلاند | آندرانیک |

## سایر آلبوم‌ها

### زمونه
| نام ترانه           | ترانه‌سرا             | آهنگساز        | تنظیم          | شروع ترانه یا بخش معروف‌تر آن                                                                     |
| ------------------- | -------------------- | -------------- | -------------- | ------------------------------------------------------------------------------------------------ |
| آمدنت محاله         | هما میرافشار         | سیاوش زندگانی  |                | جام بلور خنده، روی لبام شکسته!، قطرهٔ اشک سردی توی چشام نشسته!                                    |
| ای بی خبران         | رحیم معینی کرمانشاهی | همایون خرم     |                | در عهد ما ای بی‌خبران، عیش و نوش عمر گذران، شور و حال آشفته سران                                  |
| اگه بری نفرین می‌کنم | جهانبخش پازوکی       | جهانبخش پازوکی | جهانبخش پازوکی | دل من این روزا پاپیچ منه التماسم می‌کنه. انتشار مرداد سال ۱۳۵۱                                    |
| این روزا            | کریم فکور            | علی تجویدی     | علی تجویدی     | این روزا یک دل چون آیینه پیدا نمی‌شه                                                              |
| با تو هستم          | اسماعیل نواب صفا     | علی تجویدی     | علی تجویدی     | رفتم، رفتم، رفتم و بار سفر بستم با تو هستم هر کجا هستم                                           |
| بگو چه کنم          | پرویز وکیلی          | علی تجویدی     | علی تجویدی     | گر نمیدانی بدان غم در دل تنگم لانه کرده                                                          |
| زمونه               | پرویز وکیلی          | علی تجویدی     | علی تجویدی     | زمونه‌ای شده که کس وفا نداره، شراب کهنه مستی و صفا نداره                                          |
| رنگ تمنا            | بیژن ترقی            | علی تجویدی     | علی تجویدی     | بعد عمری بی‌وفایی با رقیبان آشنایی                                                                |
| گل‌های ۵             | رهی معیری            | علی تجویدی     | علی تجویدی     | دلارامی یا بلای منی؟، قبله عشقی یا خدای منی؟، شور و عشق جوانی تویی تو مراد من از زندگانی تویی تو |
| گل‌های ۶             | سعدی                 | علی اکبر شیدا  |                | آن که هلاک من همی، خواهد و من سلامتش، هرچه کند به دلبری، کس نکند ملامتش                          |

### خراباتی
| نام ترانه         | ترانه‌سرا         | آهنگساز               | تنظیم          | شروع ترانه یا بخش معروف‌تر آن                                                                                              |
| ----------------- | ---------------- | --------------------- | -------------- | --- |
| در مدح علی        | محمد حسین شهریار | (قانون بانو سیمین و…) |                | علی ای همای رحمت تو چه آیتی خدا را… من علی علی گویم، با صوت جلی گویم                                                      |
| بهار زندگی        | جهانبخش پازوکی   | جهانبخش پازوکی        | جهانبخش پازوکی | در بهار زندگی احساس پیری می‌کنم                                                                                            |
| دلم میخواد        | هما میرافشار     | محمد حیدری            | محمد حیدری     | دلم میخواد که روزی صدهزار بار بهت بگم دوستت دارم عزیزم                                                                    |
| دعای سحر          | هدیه (لیلا کسری) | فریدون خشنود          | فریدون خشنود   | سحرا وقت دعا من به پُرباری ابرم                                                                                            |
| خراباتی           | هدیه             | فریدون خشنود          | مجتبی میرزاده  | خرابیم و خراباتی، همه شب زنده دار امشب… به یادش باده می‌نوشم                                                               |
| تب عشق            |                  |                       |                | وقتی که از تو دورم آب واسه من میمیره. دلم میون سینه پرنده ای اسیره                                                        |
| من و تو یکی هستیم | هوشمند           | مسعود حسنخانی         | مسعود حسنخانی  | تو که خوبی همه جا شهرهٔ شهره، چرا کارت همیشه نازه و قهره؟... حالا که هر دوتا پیش هم نشستیم، تو و من چیه، من و تو یکی هستیم |
| دوستش دارم هنوزم  | هما میرافشار     | محمد حیدری            | مجتبی میرزاده  | وقتی که از تو دورم، یک ساله هر یه روزم                                                                                    |
| مهربون من         | لیلا کسری        | فریدون خشنود          | مجتبی میرزاده  | مهربون من، بهار منه، هستی منه!، من کویر و اون به زیبایی خوشه چیدنه                                                        |
| دل سرده سرده      | تورج نگهبان      | فضل‌الله توکّل          | مجتبی میرزاده  | غم که با شادی هم‌آغوشی نداره… دل سرده سرده، همه رنج و درده، چشمام یه دریاست، بسکی گریه کرده                                |
| راضی مشو          | تورج نگهبان      | فضل‌الله توکل          | فضل‌الله توکل   | راضی مشو که عشقمو کور کنی، نور باشی و شبامو بی نور کنی                                                                    |
| ای خدا            | محمدعلی شیرازی   | همایون خرم            |                | ای خدا!، ای خدا!، ای خدا!، دیگه دنیا واسه من تاریکه، زندگی کوره رهی تاریکه                                                |

### خداحافظ
| نام ترانه          | ترانه‌سرا             | آهنگساز         | تنظیم         | شروع ترانه یا بخش معروف‌تر آن |
| ------------------ | -------------------- | --------------- | ------------- | --- |
| من خودم رفتنی ام   | جهانبخش پازوکی       | جهانبخش پازوکی  | مجتبی میرزاده | با غرور بیدلیلت منو آزار نده… من خودم رفتنیم                                                                                                |
| شب زنده داری       | جهانبخش پازوکی       | جهانبخش پازوکی  |               | |
| خداحافظ            | جهانبخش پازوکی       | جهانبخش پازوکی  | مجتبی میرزاده | خوردم قسم تا بعد از این با چشم باز عاشق شوم                                                                                                 |
| بخشش               | ایرج جنتی عطائی      | فریدون خشنود    | مجتبی میرزاده | اگر باغم ولی همسایه مرگ |
| سکوت (سکوت خواب)   | هما میرافشار         | محمد حیدری      | مجتبی میرزاده | کاری نکن تا دلم از زندگی سیر بشه!، عاشق دیوونه در این آرزو پیر بشه                                                                          |
| سوغاتی             | اردلان سرفراز        | محمد حیدری      | ناصر چشم آذر  | وقتی میای صدای پات از همه جاده‌ها میاد |
| گریه امانم نمیده   |                      | حسین یوسف زمانی | مجتبی میرزاده | غروبا وقتی که خورشید، افقو رنگ میزنه! غم تو جون می‌گیره باز، دلمو چنگ میزنه                                                                  |
| عتیقه              | مهدی لواسانی         | سلیمان اکبری    | مجتبی میرزاده | تو مقدسی مث عبادتم، تو رو دوست دارم مث سعادتم، به تو محتاجم و احتیاج من عادت نمی‌شه ترک عادتم… با تو همصدا شدن نیت من، عشق تو تمام حیثیت من… |
| نشانه (تمنای وصال) | شیخ بهائی، بهمن فرسی | محمد حیدری      | آندرانیک      | ای تیر غمت را دل عشاق نشانه، جمعی به تو مشغول و تو غایب ز میانه                                                                             |
| سفره عشق           | جهانبخش پازوکی       | جهانبخش پازوکی  | مجتبی میرزاده | جدایی از حد که بخاد بگذره، فاصله بین ما یه دیوار میشه                                                                                       |

### نوایی
| نام ترانه                 | ترانه‌سرا      | آهنگساز          | تنظیم            | شروع ترانه یا بخش معروف‌تر آن                                                |
| ------------------------- | ------------- | ---------------- | ---------------- | --------------------------------------------------------------------------- |
| به دیدن من بیا (میهمان)   | هما میرافشار  | انوشیروان روحانی | انوشیروان روحانی | به دیدن من بیا مهتاب دراومد، بیا عزیزم بیا صبرم سراومد                      |
| گل سنگم                   | بیژن سمندر    | انوشیروان روحانی | انوشیروان روحانی | گل سنگم، گل سنگم، چی بگم از دل تنگم، مثل آفتاب اگه برمن نتابی سردم و بی‌رنگم |
| حرف تازه                  | مسعود امینی   | انوشیروان روحانی | انوشیروان روحانی | من از لب تو منتظر یه حرف تازه‌ام، تا قشنگ‌ترین قصهٔ عالم رو بسازم              |
| کاشکی دوستت نداشتم        | هما میرافشار  | انوشیروان روحانی | مجتبی میرزاده    |                                                                             |
| کجا برم خدایا             | هما میر افشار | انوشیروان روحانی |                  |                                                                             |
| امیدم را مگیر از من خدایا | کریم فکور     | انوشیروان روحانی |                  | امیدم را مگیر از من خدایا، خدایا، دل تنگ مرا مشکن خدایا خدایا               |
| نوایی                     | طیب اصفهانی   | انوشیروان روحانی |                  |                                                                             |
| سال                       | بیژن سمندر    | انوشیروان روحانی |                  | سال، سال، این چند سال، امسال پارسال پیرارسال، هر سال می‌گیم دریغ از پارسال   |
| تو ای خدای مهربون         |               |                  |                  |                                                                             |
| زندگی قشنگه               | امان منطقی    | انوشیروان روحانی | مجتبی میرزاده    | سنگ می‌خوره تو دنیا به اون دلی که سنگه، غصه نخور عزیزم که زندگی قشنگه        |

### زندگی (۱۹۹۱)
| نام ترانه | ترانه‌سرا     | آهنگساز        | تنظیم          | شروع ترانه یا بخش معروف‌تر آن                                                       |
| --------- | ------------ | -------------- | -------------- | ---------------------------------------------------------------------------------- |
| زندگی     | بیژن سمندر   | صادق نوجوکی    | صادق نوجوکی    | زندگی میگن برای زنده‌هاست اما خدایا، بس که ما دنبال زندگی دویدیم، بریدیم که         |
| بزن تار   | منصور تهرانی | صادق نوجوکی    | ناصر چشم‌آذر    | بزن تار که امشب باز دلم از دنیا گرفته                                              |
| کی میدونه | مسعود امینی  | حسن شماعی زاده | حسن شماعی زاده | اگر از پرنده پرواز و بگیرن چه میمونه اگر از هرچی صداست زمزمه ساز و بگیرن چی میمونه |
| نمی‌خوام   | عطاءالله خرم | عطاءالله خرم   |                | میخوام امروز همه نگفتنی‌ها رو بگم                                                   |
| راوی      | ایرج رزمجو   | صادق نوجوکی    | صادق نوجوکی    | آورده خبر راوی، کو ساغر و کو ساقی، دوری به سر اومد                                 |
| بهار بهار | محمد حیدری   | محمد حیدری     | منوچهر چشم‌آذر  | بهار بهار باز اومده دوباره باز تموم دل‌ها چه بی قراره                               |
| عسل چشم   | بیژن سمندر   | ناصر چشم‌آذر    | ناصر چشم‌آذر    | عسل چشم نگام کن، شیرینه نگاهت، عسل چشم چه بر دل میشینه نگاهت                       |

### مهمون
| نام ترانه                | ترانه‌سرا       | آهنگساز          | تنظیم            |
| ------------------------ | -------------- | ---------------- | ---------------- |
| عزیز رفته (مهستی)        | شهین حنانه     | صادق نوجوکی      | مجتبی میرزاده    |
| قمار زندگی (مهستی)       | هما میر افشار  | انوشیروان روحانی | مجتبی میرزاده    |
| اشکی برام نمونده (مهستی) |                |                  |                  |
| حرف آخر را بزن! (مهستی)  |                |                  |                  |
| بخند (مهستی)             |                |                  |                  |
| مهمونی بهار              | اردلان سرفراز  | محمد حیدری       | ناصر چشم‌آذر      |
| سکوت خواب                | هما میر افشار  | محمد حیدری       | محمد حیدری       |
| دلم میخواد               | هما میر افشار  | محمد حیدری       | محمد حیدری       |
| خداحافظ                  | جهانبخش پازوکی | جهانبخش پازوکی   | مجتبی میرزاده    |
| حرف تازه                 | مسعود امینی    | انوشیروان روحانی | انوشیروان روحانی |
| سراب                     |                |                  |                  |
| گل سنگ                   | بیژن سمندر     | انوشیروان روحانی | انوشیروان روحانی |
| اشک و آه                 |                |                  |                  |

### فریاد (آهنگ‌های انوشیروان روحانی)
| نام ترانه          | ترانه‌سرا      | آهنگساز          | تنظیم            |
| ------------------ | ------------- | ---------------- | ---------------- |
| فریاد              | کریم فکور     | انوشیروان روحانی | انوشیروان روحانی |
| مینای دل           | هما میرافشار  | انوشیروان روحانی | انوشیروان روحانی |
| آواز تنهایی        | طبیب اصفهانی  | انوشیروان روحانی | انوشیروان روحانی |
| سراب               | نگاه          | انوشیروان روحانی | انوشیروان روحانی |
| ای یارمن           | مولوی         | انوشیروان روحانی | انوشیروان روحانی |
| مهمان              | هما میرافشار  | انوشیروان روحانی | انوشیروان روحانی |
| گل سنگ             | بیژن سمندر    | انوشیروان روحانی | انوشیروان روحانی |
| ترانه سال          | بیژن سمندر    | انوشیروان روحانی | انوشیروان روحانی |
| کاشکی دوستت نداشتم | هما میر افشار | انوشیروان روحانی | انوشیروان روحانی |
| قمار زندگی         | هما میرافشار  | انوشیروان روحانی | مجتبی میرزاده    |
| حرف تازه           | مسعود امینی   | انوشیروان روحانی | انوشیروان روحانی |
| زندگی قشنگه        | امان منطقی    | انوشیروان روحانی | مجتبی میرزاده    |

### اوج صدا (آهنگ‌های انوشیروان روحانی) مشترک با مهستی
| نام ترانه          | ترانه‌سرا        | آهنگساز          | تنظیم            |
| ------------------ | --------------- | ---------------- | ---------------- |
| راز خلقت (مهستی)   | معینی کرمانشاهی | انوشیروان روحانی | انوشیروان روحانی |
| قمار زندگی (مهستی) | هما میرافشار    | انوشیروان روحانی | مجتبی میرزاده    |
| دل کوچولو (مهستی)  | هما میرافشار    | انوشیروان روحانی | انوشیروان روحانی |
| یاد او (مهستی)     | معینی کرمانشاهی | انوشیروان روحانی | انوشیروان روحانی |
| جمجمک (مهستی)      | محمد علی شیرازی | انوشیروان روحانی | مجتبی میرزاده    |
| مینای دل           | هما میرافشار    | انوشیروان روحانی | انوشیروان روحانی |
| فدات بگردم         | بیژن سمندر      | انوشیروان روحانی | مجتبی میرزاده    |
| حرف تازه           | مسعود امینی     | انوشیروان روحانی | انوشیروان روحانی |
| سراب               | مهین عمید       | انوشیروان روحانی | انوشیروان روحانی |
| کتاب هستی          | هما میرافشار    | انوشیروان روحانی | انوشیروان روحانی |
| فریاد              | کریم فکور       | انوشیروان روحانی | انوشیروان روحانی |
| راز خلقت (بی کلام) |                 | انوشیروان روحانی | انوشیروان روحانی |

### دشتستانی
| نام ترانه           | ترانه‌سرا       | آهنگساز    | تنظیم |
| ------------------- | -------------- | ---------- | ----- |
| دشتستانی            | محمدعلی شیرازی |            |       |
| بگو چه کنم          | پرویز وکیلی    | علی تجویدی |       |
| زمونه               | پرویز وکیلی    | علی تجویدی |       |
| تنها با گلها        | علیرضا طبایی   | حسن لشکری  |       |
| رفتم                |                |            |       |
| دل تو خراب و ویرونه | بهمن رامین     | حسن لشکری  |       |
| تو نگاه کن          | علیرضا طبایی   | حسن لشکری  |       |
| واسه دل بلا شدی     | بهمن رامین     | حسن لشکری  |       |
| پیش‌درآمد            |                |            |       |

### گل‌واژه (۱۳۷۰ / ۱۹۹۱)
سی دی به شماره TAR-CD 16، نشر شرکت ترانه
| شماره | نام ترانه          | ترانه‌سرا       | آهنگساز        | تنظیم         | شروع ترانه یا بخش معروف‌تر آن                                                |
| ----- | ------------------ | -------------- | -------------- | ------------- | --------------------------------------------------------------------------- |
| ۱     | عاشقترین           | امیر کعبه‌ای    | حسین واثقی     | کاظم عالمی    | آهای دنیا نگاه کن!، ببین عاشقترینم                                          |
| ۲     | یه روز (بدرود)     | امیر کعبه‌ای    | حسین واثقی     | کاظم عالمی    | یه روز نگاهم می‌کنی، یه روز جوابم می‌کنی، یه روز مث کوه یخی با غصه آبم می‌کنی! |
| ۳     | گل‌واژه             | منصور تهرانی   | صادق نوجوکی    | صادق نوجوکی   | وقتی که من عاشق میشم دنیا برام رنگ دیگه است!                                |
| ۴     | به جز خدا کسی نیست | محمد حیدری     | محمد حیدری     | محمد حیدری    | همه دلا شکسته تموم قلباً بسته                                                |
| ۵     | سر به هوا          | جهانبخش پازوکی | جهانبخش پازوکی | منوچهر چشم‌آذر | کلید قلبمو دادم بهت گم نکنی… ای سر به هوای من!                              |
| ۶     | گل کاغذی           | بیژن سمندر     | ناصر چشم‌آذر    | ناصر چشم‌آذر   | روزی که ما به هم آشنا شدیم چه خوب بود                                       |
| ۷     | سایه عشق           | لیلا کسری      | لقمان ادهمی    | لقمان ادهمی   | آمدی، آمدی با این همه پریشونیام، تا بدونی هنوز یه دلشکسته باوفام            |
| ۸     | زهر جدائی          | محمد حیدری     | محمد حیدری     | محمد حیدری    | ندانم ندانی، کجایم کجایی، گمونم به کام تو هم ریخته زهر جدایی                |

### حیف
| نام ترانه    | ترانه‌سرا          | آهنگساز        | تنظیم          |
| ------------ | ----------------- | -------------- | -------------- |
| رفتم         | اسماعیل نواب‌صفا   | علی تجویدی     | علی تجویدی     |
| آزاده        | رهی معیری         | علی تجویدی     | علی تجویدی     |
| ساغر هستی    | هما میرافشار      | جمشید شیبانی   | شهداد روحانی   |
| بهانه        | اردلان سرفراز     | فرید زلاند     | منوچهر چشم آذر |
| کی میدونه    | مسعود امینی       | حسن شماعی زاده | حسن شماعی زاده |
| هم‌نفس        | هما میرافشار      | بابک افشار     |                |
| حیف          | هما میرافشار      | محمد حیدری     |                |
| خونه به خونه | همایون هوشیارنژاد | حسن شماعی زاده | نوید نحوی      |

### افسانه شیرین (گلهای تازه شماره ۲۵) انتشار توسط کمپانی (۱۳۷۵)
| نام ترانه | ترانه‌سرا    | آهنگساز    | تنظیم | شروع ترانه                                                 |
| --------- | ----------- | ---------- | ----- | ---------------------------------------------------------- |
| راز دل    | بهادر یگانه | همایون خرم |       | ای بی‌وفا راز دل بشنو از خموشی من این سکوت مرا ناشنیده مگیر |
|           |             |            |       |                                                            |

### آزاده (۱۳۷۵)
| نام ترانه          | ترانه‌سرا  | آهنگساز    | تنظیم      | توضیحات                   |
| ------------------ | --------- | ---------- | ---------- | ------------------------- |
| آزاده              | رهی معیری | علی تجویدی | علی تجویدی | دستگاه سه‌گاه، مخلف، مغلوب |
| فریاد از این جدایی | رهی معیری | علی تجویدی | علی تجویدی | دستگاه شور                |

### آشنایی (۱۳۷۰)
| نام ترانه        | ترانه‌سرا       | آهنگساز        | تنظیم         | شروع ترانه یا بخش معروف‌تر آن |
| ---------------- | -------------- | -------------- | ------------- | --- |
| مستی             | اردلان سرفراز  | فریدون خشنود   | فریدون خشنود  | مستی ام درد منو دیگه دوا نمی‌کنه غم با من زاده شده منو رها نمی‌کنه منو رها نمی‌کنه منو رها نمی‌کنه                                                           |
| آشنایی           | جهانبخش پازوکی | جهانبخش پازوکی | مجتبی میرزاده | اول آشناییمون حرفا چه شاعرانه بود نگاه تو تو چشم من چه پاک و صادقانه بود                                                                                 |
| مثل گذشته‌ها نیست | مینا اسدی      | محمد حیدری     |               | اون که یه روزی وحشت جدایی قلبشو تو سینه ز غم میلرزوند |
| برای تو می‌میرم   | تورج نگهبان    | محمد حیدری     | محمد حیدری    | منم اون که برای تو می‌میرم نفسم ز خیال تو می‌گیره |
| حیف حیف          | هما میرافشار   | محمد حیدری     | مجتبی میرزاده | حیف حیف که عمرم به پای تو هدر شد |
| عطر عود          | هما میرافشار   | محمد حیدری     | مجتبی میرزاده | من اسیر درد اون افسانه پر کشیدنه من کویر و اون به زیبایی خوشه چیدنه                                                                                      |
| قلب من           | هما میرافشار   | محمد حیدری     | مجتبی میرزاده | قلب منه که پیش تو سنگ صبور بی وفا حیفه که قلبت از وفا این همه دوره بی وفا                                                                                |
| عزیزترین         |                | مجتبی میرزاده  | مجتبی میرزاده | خدایا خدایا چه تنها و درمانده‌ام غریبی ز هر درگهی رانده‌ام به سوی تو میایم امشب که از دل کلام کلام تو در گوش جان خوانده‌ام                                  |
| دشتستانی         |                |                | مجتبی میرزاده | دو تا کفتر بودیم همخون و آواز شبا در لونه و روزا به پرواز الهی خیر نبینه مرد صیاد که آن دوی مرا برده به شیراز                                            |
| شیرین جان        | ایرج دهقان     | هاشم ربیعی     | مجتبی میرزاده | شیرین جان شکست عهد منو |
| اومدنت محاله     | هما میرافشار   | سیاوش زندگانی  | مجتبی میرزاده | جام بلور خنده‌روی لبام شکسته قطره اشک سردی توی چشام نشسته تو خودت میدونی بی تو دلم چه حاله                                                                |
| دیدار            | هومن ذکایی     |                | مجتبی میرزاده | گفتی ستاره‌ها که روشن شدن پرنده‌ها به لونه باز اومدن گل می‌چینم میام به دیدار تو ستاره میشم به شب تار تو گل می‌چینم میام به دیدار تو ستاره میشم به شب تار تو |

### شب میخونه
| نام ترانه | ترانه‌سرا         | آهنگساز    | تنظیم      |
| --------- | ---------------- | ---------- | ---------- |
| شب میخونه | هدیه (لیلا کسری) | فرهنگ شریف | محمد حیدری |
| آواز      |                  | فرهنگ شریف |            |

### نامه
| نام ترانه                        | ترانه‌سرا         | آهنگساز          | تنظیم          | شروع ترانه یا بخش معروف‌تر آن                                                |
| -------------------------------- | ---------------- | ---------------- | -------------- | --------------------------------------------------------------------------- |
| نامه                             | هدیه (لیلا کسری) | سعید دیهیمی      | سعید دیهیمی    | سلام ای بهترینم هنوز عاشقترینم!                                             |
| نوروز آمد                        | بیژن سمندر       | انوشیروان روحانی |                | نوروز آمد! پیروز آمد! بهاران پیدا شد ز غوغای بلبل ز هر سو می‌آید صدای پای گل |
| هم نفس                           |                  |                  |                | برگرد عزیزم که مرا هم نفسی نیست در خونهٔ ویرونهٔ دل بی تو کسی نیست            |
| تو چشمون سیاهم                   | علیرضا طبائی     | حسن لشکری        | حسن لشکری      | تو چشمون سیاهم تو نگاه کن به رخسار چو ماهم تو نگاه کن                       |
| با تو هستم هرکجا هستم (رفتم)     | اسماعیل نواب‌صفا  | علی تجویدی       | جواد معروفی    | رفتم و بار سفر بستم با تو هستم هر کجا هستم                                  |
| گلی جان (خواننده: محمدرضا قوامی) | هوشنگ شهابی      | هوشنگ شهابی      |                |                                                                             |
| اگه بری نفرین می‌کنم              | جهانبخش پازوکی   | جهانبخش پازوکی   | جهانبخش پازوکی | دل من این روزا پاپیچ منه التماسم می‌کنه                                      |
| تنها با گلها                     | علیرضا طبائی     | حسن لشکری        | حسن لشکری      | تن‌ها با گل‌ها گویم غم‌ها را                                                   |

### یکی را دوست می‌دارم (۱۳۶۹ / ۱۹۹۰)
نوار کاست به شماره ۲۰۴، نشر شرکت ترانه
| نام ترانه          | ترانه‌سرا     | آهنگساز     | تنظیم       | انتشار اولیه                       |
| ------------------ | ------------ | ----------- | ----------- | ---------------------------------- |
| یکی را دوست می‌دارم | مسعود امینی  | معین        | کاظم رزازان |                                    |
| به جز خدا کسی نیست | محمد حیدری   | محمد حیدری  | محمد حیدری  |                                    |
| زهر جدایی          | محمد حیدری   | محمد حیدری  | محمد حیدری  |                                    |
| گل واژه            | منصور تهرانی | صادق نوجوکی | صادق نوجوکی | ۱۳۶۱ در آلبوم خاطره ۱              |
| عروسک              | ایرج رزمجو   | صادق نوجوکی | صادق نوجوکی |                                    |
| افسانه هستی        | هما میرافشار | آندرانیک    | آندرانیک    |                                    |
| گل کاغذی           | بیژن سمندر   | ناصر چشم‌آذر | ناصر چشم‌آذر | ۱۳۶۴ در آلبوم انتخابی ۵، کمتر کمتر |

### رفتم
| نام ترانه                  | ترانه‌سرا           | آهنگساز     | تنظیم       | شروع ترانه یا بخش معروف‌تر آن                                                        |
| -------------------------- | ------------------ | ----------- | ----------- | ----------------------------------------------------------------------------------- |
| یکی را دوست می‌دارم         | مسعود امینی        | معین        | کاظم رزازان | یکی را دوست می‌دارم ولی افسوس او هرگز نمی‌داند!... من به خاکسترنشینی عادت دیرینه دارم |
| به جز خدا کسی نیست         | محمد حیدری         | محمد حیدری  | محمد حیدری  | همه دلا شکسته تموم قلباً بسته                                                        |
| ندیدن دل بریدن (زهر جدایی) | محمد حیدری         | محمد حیدری  | محمد حیدری  | ندانم ندانی، کجایم کجایی، گمونم به کام تو هم ریخته زهر جدایی                        |
| رفتم                       |                    |             |             |                                                                                     |
| آواز سه گاه                | مولانا (شعر دکلمه) |             |             | ای ساکن جان آخر تو کجا رفتی؟                                                        |
| گلواژه                     | منصور تهرانی       | صادق نوجوکی | صادق نوجوکی | وقتی که من عاشق میشم دنیا برام رنگ دیگه است.                                        |
| عروسک                      | ایرج رزمجو         | صادق نوجوکی | صادق نوجوکی | عروسک جون نگام کن چشام رنگی نداره                                                   |
| افسانه هستی                | هما میرافشار       | آندرانیک    | آندرانیک    | عشق اگر روز ازل در دل دیوانه نبود، تا ابد زیر فلک نالهٔ مستانه نبود                  |
| گل کاغذی                   |                    |             |             |                                                                                     |

### یا رب
| نام ترانه   | ترانه‌سرا      | آهنگساز    | تنظیم          |
| ----------- | ------------- | ---------- | -------------- |
| یا رب       | هدیه          | فرید زلاند | منوچهر چشم‌آذر  |
| پادشه خوبان | حافظ          | فرید زلاند | آندرانیک       |
| شانه‌هایت    | اردلان سرفراز | فرید زلاند | منوچهر چشم‌آذر  |
| وای به حالش | هدیه          | فرید زلاند | منوچهر چشم‌آذر  |
| تو که نیستی | هدیه          | فرید زلاند | آندرانیک       |
| راز دل      | عبدالله شادان | جلیل زلاند | سیمون اوانسیان |
| پاییز       | هدیه          | فرید زلاند | آندرانیک       |
| روزای روشن  | اردلان سرفراز | فرید زلاند | آندرانیک       |

### شانه‌هایت (۱۳۶۹)
| نام ترانه          | ترانه‌سرا      | آهنگساز      | تنظیم         |
| ------------------ | ------------- | ------------ | ------------- |
| شانه‌هایت           | اردلان سرفراز | فرید زلاند   | منوچهر چشم‌آذر |
| ساغر هستی          | هما میرافشار  | جمشید شیبانی | شهرداد روحانی |
| زندگی              | بیژن سمندر    | صادق نوجوکی  | صادق نوجوکی   |
| زمونه              | ایرج رزمجو    | صادق نوجوکی  | صادق نوجوکی   |
| راوی               | ایرج رزمجو    | صادق نوجوکی  | صادق نوجوکی   |
| عالم یکرنگی        | بیژن سمندر    | صادق نوجوکی  | صادق نوجوکی   |
| بهار بهار          | محمد حیدری    | محمد حیدری   | منوچهر چشم‌آذر |
| یکی را دوست می‌دارم | مسعود امینی   | معین         | کاظم رزازان   |
| کی میدونه          | مسعود امینی   | شماعی زاده   | شماعی زاده    |

### شب عشق (آهنگ‌های صادق نوجوکی) (۱۳۶۹)
| نام ترانه       | ترانه‌سرا         | آهنگساز     | تنظیم       |
| --------------- | ---------------- | ----------- | ----------- |
| سیاه چشمون      | هدیه (لیلا کسری) | صادق نجوکی  | صادق نوجوکی |
| شب عشق (با ابی) | هدیه             | صادق نوجوکی | صادق نوجوکی |
| شوریده سر       | بیژن سمندر       | صادق نوجوکی | صادق نوجوکی |
| تاریخ عشق       | هدیه             | صادق نوجوکی | صادق نوجوکی |
| دل دیوونه       | هدیه             | صادق نوجوکی | صادق نوجوکی |
| آشیونه          | هدیه             | صادق نوجوکی | صادق نوجوکی |
| اشاره           | هدیه             | صادق نوجوکی | صادق نوجوکی |
| شب عید (با ابی) | هدیه             | صادق نوجوکی | صادق نوجوکی |
| باده فروش       | هدیه             | صادق نوجوکی | صادق نوجوکی |
| ای خدا          | هدیه             | صادق نوجوکی | صادق نوجوکی |

### سفر (آهنگ‌های فرید زلاند) مشترک با معین
| نام ترانه       | ترانه‌سرا         | آهنگساز    | تنظیم          |
| --------------- | ---------------- | ---------- | -------------- |
| شانه‌هایت را…    | اردلان سرفراز    | فرید زلاند | منوچهر چشم‌آذر  |
| سفر (معین)      | هدیه (لیلا کسری) | فرید زلاند | منوچهر چشم‌آذر  |
| یا رب           | اردلان سرفراز    | فرید زلاند | منوچهر چشم‌آذر  |
| پریچه (معین)    | اردلان سرفراز    | فرید زلاند | منوچهر چشم‌آذر  |
| روزهای روشن     | اردلان سرفراز    | فرید زلاند | آندرانیک       |
| خالق (معین)     | اردلان سرفراز    | فرید زلاند | منوچهر چشم‌آذر  |
| دل سوخته (معین) | اردلان سرفراز    | فرید زلاند | منوچهر چشم آذر |
| وای به حالش     | هدیه (لیلا کسری) | فرید زلاند | آندرانیک       |

### بزن تار ۱۳۵۵
| نام ترانه   | ترانه‌سرا       | آهنگساز        | تنظیم         |
| ----------- | -------------- | -------------- | ------------- |
| نگو نمیام   | جهانبخش پازوکی | جهانبخش پازوکی | منوچهر چشم‌آذر |
| بهونه       | اردلان سرفراز  | فرید زلاند     | آندرانیک      |
| افسانه هستی | هما میر افشار  | آندرانیک       | آندرانیک      |
| بزن تار     | منصور تهرانی   | صادق نوجوکی    | ناصر چشم آذر  |
| عروسک       | ایرج رزمجو     | صادق نوجوکی    | صادق نوجوکی   |
| وفای دل     | هما میر افشار  | جمشید شیبانی   | بهروز پناهی   |
| ساقی        | اردلان سرفراز  | فرید زلاند     | منوچهر چشم‌آذر |
| عسل چشم     | بیژن سمندر     | ناصر چشم‌آذر    | ناصر چشم‌آذر   |
| نمی‌خوام     | عطاالله خرم    | مهری شاه حسینی | مجتبی میرزاده |

### ای زندگی سلام (۱۳۶۷ / ۱۹۸۸)
| نام ترانه     | ترانه‌سرا         | آهنگساز    | تنظیم      |
| ------------- | ---------------- | ---------- | ---------- |
| دستای تو      | لیلا کسری (هدیه) | آندرانیک   | آندرانیک   |
| ای زندگی سلام | لیلا کسری (هدیه) | شماعی زاده | آندرانیک   |
| جادو          | لیلا کسری (هدیه) | آندرانیک   | آندرانیک   |
| شب میخونه     | لیلا کسری (هدیه) | فرهنگ شریف | محمد حیدری |

### روزای روشن (۱۳۷۱)
| نام ترانه   | ترانه‌سرا         | آهنگساز    | تنظیم         |
| ----------- | ---------------- | ---------- | ------------- |
| روزای روشن  | اردلان سرفراز    | فرید زلاند | آندرانیک      |
| همخونه      | اردلان سرفراز    | آندرانیک   | آندرانیک      |
| آشتی        | هما میر افشار    | آندرانیک   | آندرانیک      |
| قصه من      | هدیه (لیلا کسری) | فرید زلاند | آندرانیک      |
| تو که نیستی | هدیه             | فرید زلاند | آندرانیک      |
| بهانه       | اردلان سرفراز    | فرید زلاند | منوچهر چشم‌آذر |

### پادشه خوبان (۱۳۷۱)
| نام ترانه    | ترانه‌سرا          | آهنگساز    | تنظیم         |
| ------------ | ----------------- | ---------- | ------------- |
| شانه‌هایت     | اردلان سرفراز     | فرید زلاند | منوچهر چشم‌آذر |
| وای به حالش  | هدیه (لیلا کسری)  | فرید زلاند | منوچهر چشم‌آذر |
| خونه به خونه | همایون هشیار نژاد | شماعی زاده | نوید نحوی     |
| نرگس شیراز   | هدیه              | فرید زلاند | منوچهر چشم‌آذر |
| یا رب        | هدیه              | فرید زلاند | منوچهر چشم‌آذر |
| راز دل       | عبدالله شادان     | جلیل زلاند | سیمون         |
| پادشه خوبان  | حافظ              | فرید زلاند | آندرانیک      |
| اسیر تو      | هدیه              | آندرانیک   | آندرانیک      |

### سوگند (۱۳۶۷)
| نام ترانه   | ترانه‌سرا         | آهنگساز    | تنظیم      |
| ----------- | ---------------- | ---------- | ---------- |
| پریشون      | لیلا کسری (هدیه) | آندرانیک   | آندرانیک   |
| سوگند       | لیلا کسری (هدیه) | آندرانیک   | آندرانیک   |
| واست می‌مردم | لیلا کسری (هدیه) | آندرانیک   | آندرانیک   |
| قلبم گرفت   | لیلا کسری (هدیه) | محمد حیدری | محمد حیدری |

### ناشنیده‌ها
| نام ترانه   | ترانه‌سرا         | آهنگساز    | تنظیم      | شروع ترانه یا بخش معروف‌تر آن                                                                                              |
| ----------- | ---------------- | ---------- | ---------- | --- |
| دلای عاشق   | لیلا کسرا        | فرهنگ شریف |            | تو رو به دلای عاشق خسته قسم تو رو به پرنده‌های پربسته قسم                                                                  |
| آواز افشاری | فروغی بسطامی     |            |            | جانی که خلاص از شب هجران تو کردم در روز وصال تو به قربان تو کردم                                                          |
| کعبه        | مسعود امینی      | معین       | آندرانیک   | ابتدا:ای دل چو فراغ یار دیدی خون شو ای دیده موافقت کن و جیحون شو متن آهنگ: تو مکه عشقی و من                               |
| چین زلف     | محمد حیدری       | محمد حیدری | محمد حیدری | چین اگه از زلفای من وابشه یواش‌یواش رو گونه پیدا بشه                                                                       |
| پریشون      | هدیه (لیلا کسری) | آندرانیک   | آندرانیک   | من پشیمون اومدم دل و دل نکن نکن حالا که دیوونتم دیگه آبو گل نکن عاشق دیوونتو از خودت جدا نکندلی که خونه توست خونه بلا نکن |

### بلبلی که خاموش شد
| نام ترانه            | ترانه‌سرا        | آهنگساز    | تنظیم      |
| -------------------- | --------------- | ---------- | ---------- |
| رفتم                 | اسماعیل نواب‌صفا | علی تجویدی | علی تجویدی |
| نامهربونی            | تورج نگهبان     | محمد حیدری | محمد حیدری |
| بنفشه                | قدیمی           | قدیمی      |            |
| آزاده                | رهی معیری       | علی تجویدی | علی تجویدی |
| دل که گناهی نداره    |                 | مهوان      |            |
| بلبلی که خاموش شد    |                 |            |            |
| بلبلی که خاموش شد(۲) |                 |            |            |

## اجراهای برنامه گلها

### گلهای رنگارنگ
| شمارهٔ برنامه | دستگاه/مایه           | نام تصنیف          | غزل آواز             | اجرا کننده آواز | سراینده تصنیف | سراینده غزل آواز | اشعار متن برنامه                       | آهنگساز    | اُرکِستر        | رهبری و ارکستراسیون | تکنوازان   | گوینده          |
| ------------ | --------------------- | ------------------ | -------------------- | --------------- | ------------- | ---------------- | -------------------------------------- | ---------- | ------------- | ------------------- | ---------- | --------------- |
| ۴۷۰          | سه گاه و مغلوب سه گاه | آزاده              | ساقیا در ساغر هستی … | هایده           | رهی معیری     | رهی معیری        | رهی معیری                              | علی تجویدی | گلهای رنگارنگ | علی تجویدی          | مجید نجاحی | فیروزه امیر معز |
| ض            | شور                   | فریاد از این جدایی | با همه رندی و …      | هایده           | بیژن ترقی     | پژمان بختیاری    | رهی معیری - محتشم کاشانی - نامی تهرانی | علی تجویدی | گلهای رنگارنگ | علی تجویدی          | مجید نجاحی | -               |
| ۴۹۵          | همایون                | نمی‌دانم            | در شعله آن شمع …     | هایده           | پرویز وکیلی   | پژمان بختیاری    | وقار شیرازی - موید ثابتی               | علی تجویدی | گلهای رنگارنگ | علی تجویدی          | فرهنگ شریف | آذر پژوهش       |

## خوانندگی در سینما
| نام فیلم                  | نام ترانه    | ترانه‌سرا       | آهنگساز          | تنظیم            | سال اجرا     |
| ------------------------- | ------------ | -------------- | ---------------- | ---------------- | ------------ |
| دالاهو                    | سلسله مو     |                | جعفر پورهاشمی    |                  | ۱۳۴۶         |
| تنها و گل‌ها               | تنها با گل‌ها | علیرضا طبائی   | حسن لشکری        |                  | بهمن ۱۳۵۲    |
| نگاهم با نگاهت قصه‌ها داره | علیرضا طبائی | حسن لشکری      |                  | بهمن ۱۳۵۲        |              |
| فرار از بهشت              | هوای خاک     |                | فریدون خشنود     | فریدون خشنود     | بهمن ۱۳۵۳    |
| شبگرد                     |              |                | انوشیروان روحانی | انوشیروان روحانی | فروردین ۱۳۵۴ |
| رانده شده                 | ای خدا       | محمدعلی شیرازی | همایون خرم       | همایون خرم       | مرداد ۱۳۵۴   |
| میهمان                    | میهمان       | هما میرافشار   | انوشیروان روحانی | انوشیروان روحانی | آبان ۱۳۵۵    |

## آلبوم‌های زنده (کنسرت یا بزم)

### شب عاشقان
| نام ترانه                     | ترانه‌سرا     | آهنگساز    | تنظیم      | شروع ترانه (آواز) یا بخش معروف‌تر آن                                   |
| ----------------------------- | ------------ | ---------- | ---------- | --------------------------------------------------------------------- |
| منم آن که برای تو می‌میرم      |              |            |            |                                                                       |
| دکلمه                         |              |            |            |                                                                       |
| دکلمه                         | سعدی         |            |            | به چه کار آیدت ز گل طبقی، از گلستان من ببر ورقی                       |
| کی رفته‌ای ز دل                | فروغی بسطامی |            |            | کی رفته‌ای ز دل که تمنا کنم تو را                                      |
| کی رفته‌ای ز دل (ستار)         | فروغی بسطامی |            |            | کی رفته‌ای ز دل که تمنا کنم تو را                                      |
| مینای شکسته (ستار)            |              |            |            |                                                                       |
| من اگر شکسته عهدم (ستار)      |              |            |            |                                                                       |
| دکلمه                         |              |            |            |                                                                       |
| منم اون که برای تو می‌میرم (۲) |              |            |            |                                                                       |
| حیف                           |              |            |            |                                                                       |
| دکلمه                         |              |            |            |                                                                       |
| هم‌آوازی (چهارمضراب)           |              |            |            |                                                                       |
| کنون که صاحب…                 | سعدی         |            |            | کنون که صاحب مژگان شوخ و چشم سیاهی، نگاه دار دلی را که شکسته‌ای به آهی |
| دکلمه                         |              |            |            |                                                                       |
| آواز حجاز، ابوعطا             |              |            |            |                                                                       |
| فغان (ستار)                   |              |            |            | فغان که شبها                                                          |
| کاش یار نازی داشتم (ستار)     |              |            |            |                                                                       |
| دکلمه                         |              |            |            |                                                                       |
| رفتم                          | نواب صفا     | علی تجویدی | علی تجویدی |                                                                       |

### بزم ۱ مشترک با گلپا
| نام ترانه | ترانه‌سرا | آهنگساز | تنظیم |
| --------- | -------- | ------- | ----- |
|           |          |         |       |

### بزم نوروز ۱۳۶۴
| نام ترانه                                 | ترانه‌سرا      | آهنگساز       | تنظیم |
| ----------------------------------------- | ------------- | ------------- | ----- |
| ناوک مژگان                                | علی اکبر شیدا | علی اکبر شیدا |       |
| آواز (گر از این منزل ویران بسوی خانه روم) | حافظ          |               |       |

## سایر تک‌آهنگ‌ها
| نام ترانه                           | ترانه‌سرا         | آهنگساز          | تنظیم            | شروع ترانه یا بخش معروف‌تر آن                                                                                                  |
| ----------------------------------- | ---------------- | ---------------- | ---------------- | --- |
| اون روزا                            |                  |                  |                  | (کر) صدا بزن بهاره تا بباره، برام هوای خاکمو بیاره (هایده) اون روزا دل‌های ما سرد بود، حاصل خاک واسه ما درد بود…               |
| نگاهم با نگاهت قصه‌ها داره (با عارف) | علیرضا طبائی     | حسن لشکری        |                  | (عارف) وقتی تو هستی آسمون پر از نوره، غم از قلبم هزارون ساله دوره!، (هایده) الهی نشکنه قلب من و تو، که هرکی عاشقه قلبش بلوره! |
| تمنای وصال (یگانه)                  | شیخ بهائی        | محمد حیدری       | آندرانیک         | تا کی به تمنای وصال تو یگانه                                                                                                  |
| امشب شب مهتابه                      | علی‌اکبر شیدا     | علی‌اکبر شیدا     |                  | امشب به بر من است آن مایهٔ ناز، یا رب تو کلید صبحو در چاه انداز                                                                |
| آمد اما                             | ابوالحسن ورزی    | همایون خرم       |                  | آمد امُا در نگاهش آن نوازش‌ها نبود، چشم خواب‌آلوده‌اش را مستی رؤیا نبود                                                           |
| مینای دل                            | هدیه (لیلا کسری) | عماد رام         | انوشیروان روحانی | ۱۳۵۳ |
| ساغر هستی                           | هما میرافشار     | جمشید شیبانی     | شهرداد روحانی    | ۱۳۵۳تو ای ساغر هستی به کامم ننشستی ندانم که چه بودی ندانم که چه هستی                                                          |
| بردی از یادم (با هوشمند عقیلی)      | پرویز خطیبی      | مصطفی گرگین‌زاده  |                  | |
| زهره                                | مهدی رئیسی       | مجید وفادار      |                  | |
| فدات بگردم                          | هما میرافشار     | انوشیروان روحانی |                  | |

## بیست آهنگ برتر هایده
- ۲۰ آهنگ برتر هایده از نگاه مخاطبان برنامهٔ «بهترین‌های بهترین‌ها» شبکه منوتو[۶]

| رتبه | نام آهنگ      | ترانه‌سرا       | آهنگساز          | تنظیم         |
| ---- | ------------- | -------------- | ---------------- | ------------- |
| ۱    | سوغاتی        | اردلان سرفراز  | محمد حیدری       | ناصر چشم‌آذر   |
| ۲    | شانه‌هایت      | اردلان سرفراز  | فرید زلاند       | منوچهر چشم‌آذر |
| ۳    | روزای روشن    | اردلان سرفراز  | فرید زلاند       | آندرانیک      |
| ۴    | بزن تار       | منصور تهرانی   | صادق نوجوکی      | ناصر چشم‌آذر   |
| ۵    | ساقی          | اردلان سرفراز  | فرید زلاند       | منوچهر چشم‌آذر |
| ۶    | شب عشق        | لیلا کسری      | صادق نوجوکی      | صادق نوجوکی   |
| ۷    | مستی          | اردلان سرفراز  | فریدون خشنود     | فریدون خشنود  |
| ۸    | وای به حالش   | لیلا کسری      | فرید زلاند       | آندرانیک      |
| ۹    | گل سنگ        | بیژن سمندر     | انوشیروان روحانی | شهرداد روحانی |
| ۱۰   | نگو نمیام     | جهانبخش پازوکی | جهانبخش پازوکی   | منوچهر چشم‌آذر |
| ۱۱   | راوی          | ایرج رزمجو     | صادق نوجوکی      | صادق نوجوکی   |
| ۱۲   | بهار بهار     | محمد حیدری     | محمد حیدری       | منوچهر چشم‌آذر |
| ۱۳   | پادشه خوبان   | حافظ           | فرید زلاند       | آندرانیک      |
| ۱۴   | ای زندگی سلام | لیلا کسری      | حسن شماعی‌زاده    | آندرانیک      |
| ۱۵   | خداحافظ       | جهانبخش پازوکی | جهانبخش پازوکی   | مجتبی میرزاده |
| ۱۶   | یا رب         | لیلا کسری      | فرید زلاند       | منوچهر چشم‌آذر |
| ۱۷   | زندگی         | بیژن سمندر     | صادق نوجوکی      | صادق نوجوکی   |
| ۱۸   | تو که نیستی   | لیلا کسری      | فرید زلاند       | آندرانیک      |
| ۱۹   | دل دیوونه     | لیلا کسری      | صادق نوجوکی      | صادق نوجوکی   |
| ۲۰   | سفره عشق      | جهانبخش پازوکی | جهانبخش پازوکی   | مجتبی میرزاده |